# Leon Lichtenstein
Leon Lichtenstein (Varsóvia, 16 de maio de 1878 — Zakopane, 21 de agosto de 1933) foi um matemático polaco-alemão.
Contribuiu nas áreas de equações diferenciais, mapeamento conforme e teoria do potencial. Também interessou-se por física teórica, publicando pesquisas em dinâmica dos fluidos e astronomia.

## Vida e obra
Nascido em Varsóvia em uma família judaica, seu primo Leo Wiener era pai de Norbert Wiener. Estudou em Berlim, obtendo doutorado em engenharia mecânica e elétrica na Universidade Técnica de Berlim e doutorado em matemática na Universidade de Berlim com tese sobre equações diferenciais sob a supervisão de Hermann Amandus Schwarz e Friedrich Schottky. A partir de 1902 trabalhou como engenheiro elétrico para a Siemens & Halske, retornando a partir de 1910 para o mundo acadêmico, como privatdozent na Universidade Técnica de Berlim. Lichtenstein foi um dos fundadores do periódico Mathematische Zeitschrift, em 1918, e seu primeiro editor. Em 1920 obteve uma cátedra de matemática na Universidade de Münster e em 1922 foi para a Universidade de Leipzig, onde permaneceu até o fim de sua carreira. Na Universidade de Leipzig fundou uma escola de matemática tendo seus alunos, incluindo Ernst Hölder, Erich Kähler, Aurel Wintner, Hermann Boerner e Karl Maruhn, continuado suas pesquisas em matemática e física teórica. Em 1933, com a ascensão dos nazistas ao poder na Alemanha, Lichtenstein abandonou seu posto de trabalho na universidade e fugiu para a Polônia, pois teria sido demitido de qualquer forma por ser judeu. Pouco depois, em 21 de agosto de 1933, faleceu vitimado por problemas cardíacos e renais em Zakopane.